# Tacna, Arica e Tarapacá até 1929
A região costeira mais meridional do Collasuyo recebia o nome de Colesuyo antes da dominação Inca, uma zona localizada no norte do deserto de Atacama, com povoados que recebiam os nomes de Tácana, Ari-Iqui, Iqui-Iqui e Tarapaká.
Com a conquista espanhola seus nomes mudaram para San Pedro de Tacna, San Marcos de Arica e San Lorenzo de Tarapacá e integravam o Corregimento de Arica. No século XVIII se cria o Corregimento de Tarapacá.
Em 1784 durante o governo do vice-rei Teodoro de Croix foi estabelecido o sistema de intendências no Vice-reino do Peru. A Intendência de Arequipa tomou como base ao bispado de Arequipa, em cujo território estavam os corregimentos de: Arequipa, Arica, Moquegua, Camaná, Collaguas o Cailloma, Condesuyos de Arequipa e Tarapacá. Estes corregimentos passaram a ser partidos da intendência.
Com a independência americana a região se converteu no Departamento Litoral com as províncias de Tacna e Tarapacá, com capital em Tacna.
Durante a República, em 1857, se cria o Departamento de Moquegua com as províncias de Tacna, Arica, Moquegua e Tarapacá. Em 1875 se cria o Departamento de Tacna com as províncias de Arica, Tacna e Tarata. A Província Litoral de Tarapacá se converte em Departamento de Tarapacá em 1878.

## Ligações externos
- Galeria de tarapaqueños peruanos
- Peruanos ilustres de Arica, Iquique e Tarapacá
- O porto de Iquique em tempos da administração peruana